# Brenda Bertin
Brenda Bertin (Gent, 1969) is een Vlaamse actrice. Ze is vooral bekend als Leen uit 16+ en Marie uit de film Daens. Haar vader Eddy C. Bertin is een bekende auteur.

## Televisie
- Jungleboek - Messoea (1992)
- Ze kijkt, ze kijkt niet (1995)
- Face - Marie (1995)
- Wij Alexander - Geertje (1998)
- Deman - Rita Duyck (1998)
- Blind date - Brenda Bertin (2001)
- Recht op recht - Vera De Cremer (2002)
- Spoed - Martha (2007)
- 16+ - Leen (2006-2008)

## Film
- Skinny Dreams (1992)
- Anchoress - Meg Carpenter (1993)
- Daens - Marie (1993)
- Schijn van de maan - Moeder (2004)

## Kortfilm
- Mijn eerste sjeekspier (2000)

- Virtual International Authority File: 297260719